# World Ports Classic
La World Ports Classic è una corsa a tappe di ciclismo su strada maschile che si svolge tra le due città portuali di Rotterdam e Anversa, tra Paesi Bassi e Belgio, ogni anno a cadenza variabile. Dal 2012 fa parte del circuito UCI Europe Tour come evento di classe 2.1.
La corsa, suddivisa in due tappe, vide come primo vincitore il belga Tom Boonen nel 2012; successivamente furono i connazionali Nikolas Maes e Kris Boeckmans ad imporsi, rispettivamente nel 2013 e nel 2015, inframmezzati dal successo dell'olandese Theo Bos nel 2014.

## Albo d'oro
Aggiornato all'edizione 2015.
| Anno | Vincitore      | Secondo           | Terzo              |
| ---- | -------------- | ----------------- | ------------------ |
| 2012 | Tom Boonen     | André Greipel     | Alexander Kristoff |
| 2013 | Nikolas Maes   | Jonathan Cantwell | Reinier Honig      |
| 2014 | Theo Bos       | Ramon Sinkeldam   | Aleksandr Porsev   |
| 2015 | Kris Boeckmans | Danilo Napolitano | Jaŭhen Hutarovič   |

## Statistiche

### Vittorie per nazione
Aggiornato all'edizione 2015.
| Pos. | Nazione     | Vittorie |
| ---- | ----------- | -------- |
| 1    | Belgio      | 3        |
| 2    | Paesi Bassi | 1        |